# Бімодуль
Бімодуль — абелева група, що є одночасно правим модулем і лівим модулем (можливо, над іншим кільцем), причому ці дві структури узгоджуються. 

## Означення
Нехай {\displaystyle R} і {\displaystyle S} — два кільця, тоді {\displaystyle (R,S)}-бімодулем називається абелева група {\displaystyle M}, що задовольняє умови:
1. {\displaystyle M} є лівим {\displaystyle R}-модулем і правим {\displaystyle S}-модулем.
2. Для будь-яких {\displaystyle r\in R,s\in S,m\in M\colon }

{\displaystyle (rm)s=r(ms).}
{\displaystyle (R,R)}-бімодуль називають також {\displaystyle R}-бімодулем.

## Приклади
- Для будь-яких натуральних чисел {\displaystyle m} і {\displaystyle n} множина всіх матриць розміру {\displaystyle n\times m} з дійсними елементами є {\displaystyle (R,S)}-бімодулем, де {\displaystyle R} — кільце матриць розміру {\displaystyle n\times n} і {\displaystyle S} — кільце матриць розміру {\displaystyle m\times m}. Додавання і множення визначаються як додавання і множення матриць, розміри матриць обрані таким чином, щоб ці операції були визначені.
- Якщо {\displaystyle R} — кільце, не обов'язково комутативне, то {\displaystyle R} є {\displaystyle R}-бімодулем. Також {\displaystyle R}-бімодулем є {\displaystyle R^{n}} — прямий добуток {\displaystyle n} копій {\displaystyle R}.
- Будь-який двосторонній ідеал в кільці {\displaystyle R} є {\displaystyle R}-бімодулем.
- Будь-який модуль над комутативним кільцем {\displaystyle R} можна наділити природною структурою бімодуля, визначивши множення справа так само, як множення зліва. (Не всі бімодулі над комутативним кільцем мають такий вигляд).
- Якщо {\displaystyle M} — лівий {\displaystyle R}-модуль, то {\displaystyle M} є {\displaystyle (R,\mathbb {Z} )}-бімодулем, де {\displaystyle \mathbb {Z} } — кільце цілих чисел. Аналогічним чином, праві {\displaystyle R}-модулі можна розглядати як {\displaystyle (\mathbb {Z} ,R)}-бімодулі, а абелеві групи — як {\displaystyle (\mathbb {Z} ,\mathbb {Z} )}-бімодулі.
- Якщо {\displaystyle R} — підкільце кільця {\displaystyle S}, то {\displaystyle S} є {\displaystyle R}-бімодулем.

## Подальші означення і властивості
Якщо {\displaystyle M} і {\displaystyle N} — {\displaystyle (R,S)}-бімодулі, відображення {\displaystyle f\colon M\to N} називається гомоморфізмом бімодулів тоді і тільки тоді, коли воно є гомоморфізмом структур лівого і правого модулів.
{\displaystyle (R,S)}-бімодуль, насправді, те ж саме, що лівий модуль над кільцем {\displaystyle R\otimes _{\mathbb {Z} }S^{op}}, де {\displaystyle S^{op}} — протилежне кільце до {\displaystyle S} (порядок множення в ньому обертається). Гомоморфізми бімодулів — те ж саме, що гомоморфізм лівих {\displaystyle R\otimes _{\mathbb {Z} }S^{op}}-модулів. Використовуючи ці факти, багато тверджень про модулях можна перевести на мову бімодулів. Зокрема, категорія {\displaystyle (R,S)}-бімодулів є абелевою і для неї виконуються звичайні теореми про ізоморфізм.
Однак у бімодулів є і особливі властивості, зокрема, в тому, що стосується тензорного добутку. Якщо {\displaystyle M} — {\displaystyle (R,S)}-бімодуль і {\displaystyle N} — (S, T)-бімодуль, то їх тензорний добуток (як модулів над {\displaystyle S}) є {\displaystyle (R,T)}-бімодулем. Тензорний добуток бімодулів є асоціативним (з точністю до канонічного ізоморфізму), тому можна побудувати категорію, об'єкти якої — кільця, а морфізми — бімодулі. Більш того, якщо {\displaystyle M} є {\displaystyle (R,S)}-бімодулем і {\displaystyle L} є {\displaystyle (T,S)}-бімодулем, то множина {\displaystyle \mathrm {Hom} _{S}(M,L)} гомоморфізмів з {\displaystyle M} в {\displaystyle L} має структуру {\displaystyle (T,R)}-бімодуля. Ці твердження можна поширити на похідні функтори Ext і Tor.